# Pumpstation (Bremthal)

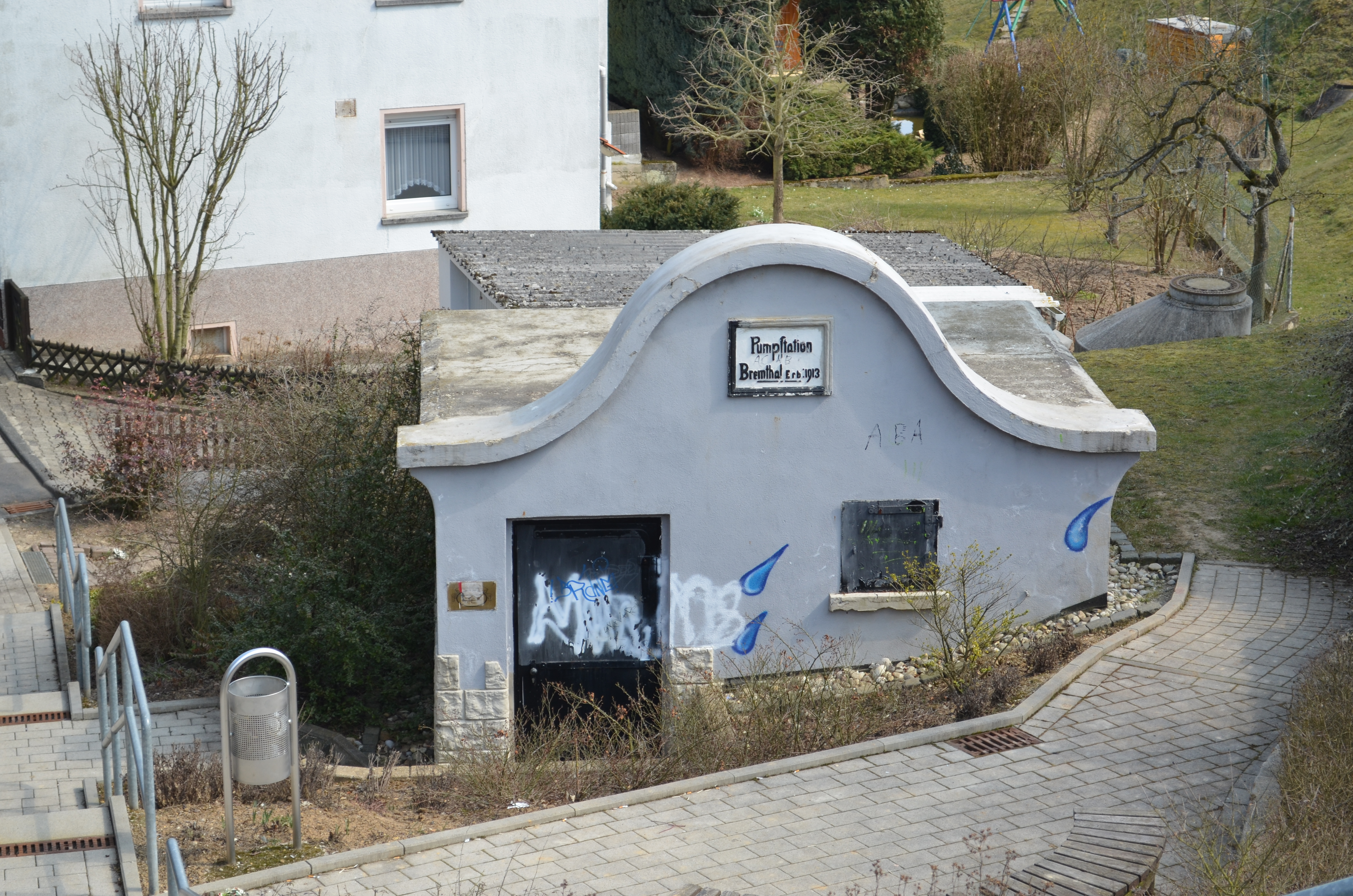
Pumpstation Bornstraße

Die Pumpstation in Bremthal dient der Wasserversorgung des Ortes und steht unter Denkmalschutz.
Aufgrund der Berglage war die Wasserversorgung Bremthal von Anfang an eine Herausforderung. Wasser aus dem Königsbach oder Daisbach zu beschaffen, bedeutete lange Wege und große Höhenunterschiede. Daher erfolgte die Wasserversorgung durch Einzelbrunnen. 1840 ist ein großer Schöpfbrunnen belegt. Dieser befand sich am Ende der Bornstraße (die von diesem ihren Namen hat). Später wurden entlang der Wiesbadener Straße mehrere Laufbrunnen aufgestellt.
Im Jahr 1914 wurde eine moderne Hochdruckwasserleitung durch die Gemeinde in Betrieb genommen, die seitdem die Wasserversorgung des Ortes sicherstellt. Zu dieser Anlage gehört auch die 1913 erbaute Pumpstation am Bornberg. Die Inschriftentafel im Bogenfeld des Blendgiebels an der Eingangsseite belegt das Baujahr. Es handelt sich um einen frühen Betonbau. Die architektonische Baugestaltung ist bescheiden gehalten. Auffällig ist der hohe Rustika-Sockel und der auch seitlich auskragenden, geschweiften Blendgiebel in Anklängen des Jugendstils. Die Pumpstation steht aus technischen Gründen als Bestandteil der historischen Wasserversorgung unter Denkmalschutz. Sie ist Teil der Route der Industriekultur Rhein-Main Main-Taunus-Kreis.